# Amerikansk kackerlacka
Amerikansk kackerlacka (Periplaneta americana) är en kackerlacksart som först beskrevs av Carl von Linné 1758. Den ingår i släktet Periplaneta och familjen storkackerlackor. Inga underarter finns listade i Catalogue of Life.

## Beskrivning
Den amerikanska kackerlackan har en oval, tillplattad kropp med trådlika ben och antenner. Färgen är rödbrun med gula till ljusbruna kanter på ryggskölden. Båda könen har vingar, men hanens är längre och når bakom bakkroppsspetsen. Bakkroppsspetsen har två cerci, analspröt; hanarna har dessutom två mindre spröt, kallade styli, mellan sina cerci. Som alla kackerlackor har arten ofullständig förvandling; larverna hos sådana insekter kallas nymfer, liknar de fullvuxna insekterna med undantag för att de saknar några fullbildade vingar, och växer genom hudömsningar. För denna art varierar hudömsningarna mellan 6 och 14. De unga nymferna är gråbruna på ovansidan och ljusa undertill. Äldre nymfer är rödbruna med något mörkare färg på mellankroppens kanter och bakkroppens sidor. Arten är en stor kackerlacka, med en kroppslängd mellan 34 och 53 mm. Hanen är något längre än honan.

## Utbredning
Arten härstammar troligen från Afrika, men är numera kosmopolitisk.

## Ekologi
Arten föredrar varma, fuktiga habitat, men kan även leva i torra miljöer under förutsättning att den har tillgång till vatten. Idealtemperaturen är kring 29º C, och arten tål inte kyla. I varmare klimat förekommer den gärna utomhus i skuggiga områden som ihåliga träd, vedtravar samt komposttäckning och annat täckmaterial. Inomhus söker den sig med fördel till varma miljöer som restauranger, bagerier, större kök, matvaruhandlar, sjukhus och liknande. Den kan även leva i fuktiga utrymmen som kloaker, pannrum, källarutrymmen, speciellt kring vattenledningar och avlopp, samt bland löv i takrännor.
Födan utgörs likt andra kackerlackor av dött organiskt material, speciellt ruttnande matavfall.
Livslängden är i hög grad beroende av temperaturen: De fullbildade honorna lever i omkring 14 månader (från 3,5 månader till 19,5 månader) vid rumstemperatur, men endast omkring 7,5 månader (från 3 månader till knappt ett år) vid 29º C. Hanarna är betydligt mindre långlivade; vid rumstemperatur lever de knappt 7 månader.

### Fortplantning
Den amerikanska kackerlackan har ingen speciell lektid utan parar sig året om. I samband med parningen avsätter hanen en spermatofor, en spermabehållare som honan tar upp med sina könsdelar. Den är emellertid mycket proteinrik, så ibland händer det att hon äter upp den i stället. Efter parningen producerar honan en äggkapsel, som är mörkröd till mörkbrun, 7 till 9 mm lång och omkring 5 mm bred, samt rymmande 14 till 16 ägg. Honan bär med sig äggkapseln stickande ut från bakkroppen i några timmar upp till fyra dygn innan hon gömmer den i någon skreva eller liknande ställe med hög luftfuktighet och med god tillgång till mat. Arten har ofullständig förvandling: De larver (kallade "nymfer") som kläcks ur äggen, ser ut som de vuxna insekterna fast mindre. De växer genom att ömsa hud, vanligen 10 till 13 gånger. Äggen kläcks efter 5 till 7 veckor, och den fullständiga utvecklingstiden tar mellan 9,5 och 20 månader, beroende på temperaturen. Under sin livslängd hinner honan producera 6 till 14 äggkapslar.

## Betydelse för människan
Arten är en smittospridare som överför flera olika sjukdomar. Dessutom kan arten orsaka allergier, bland annat astma.

## Bildgalleri

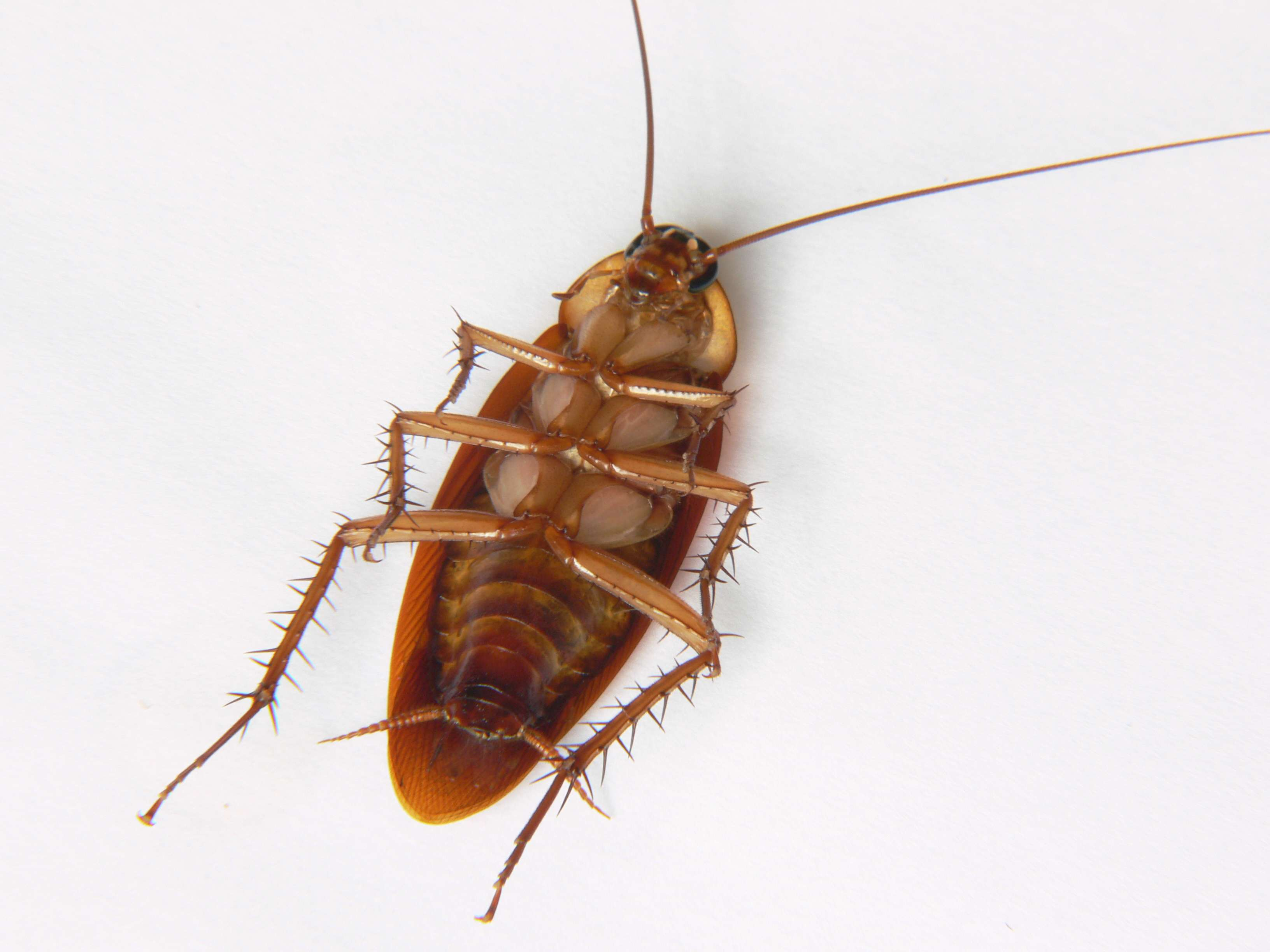
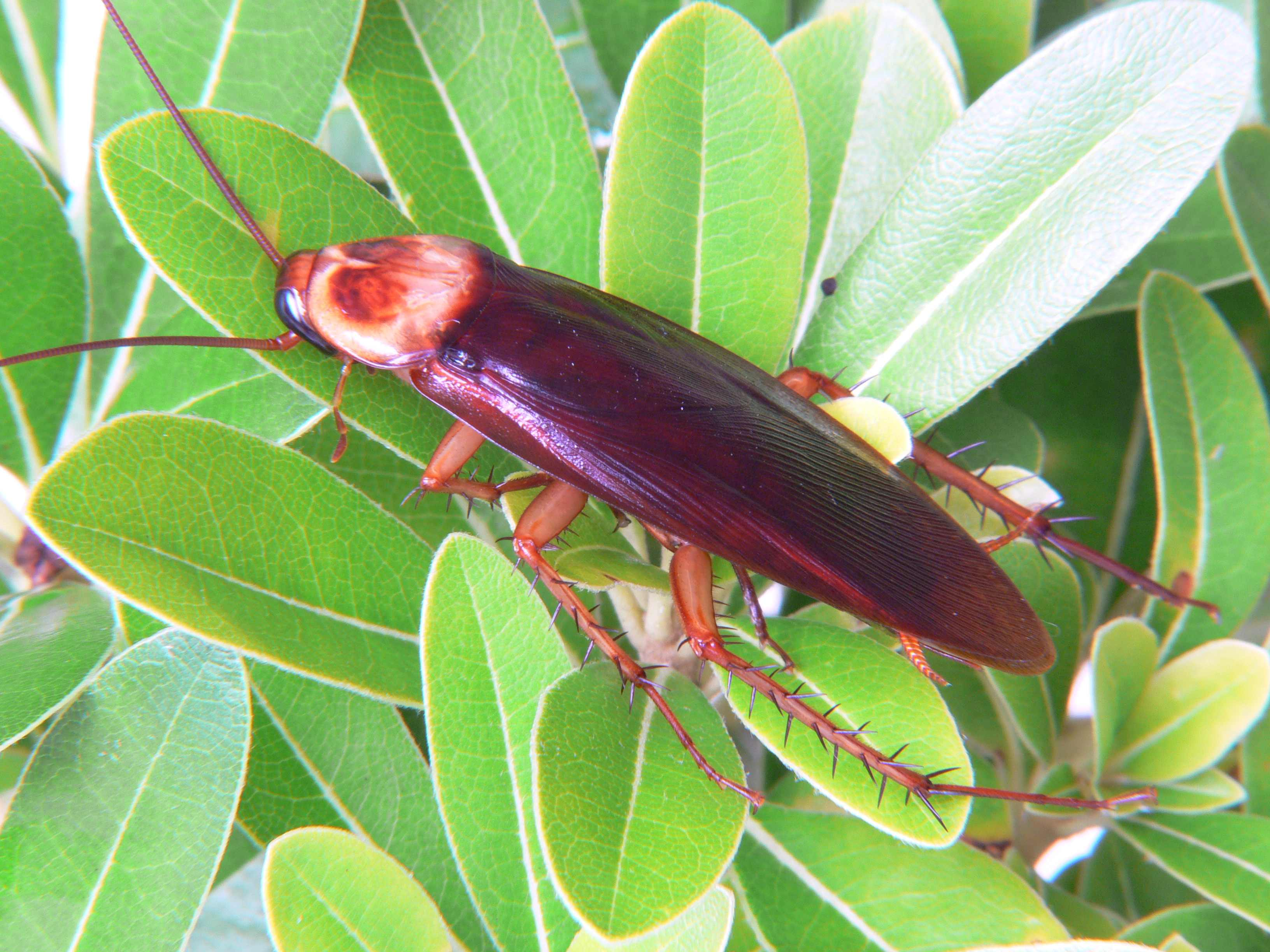
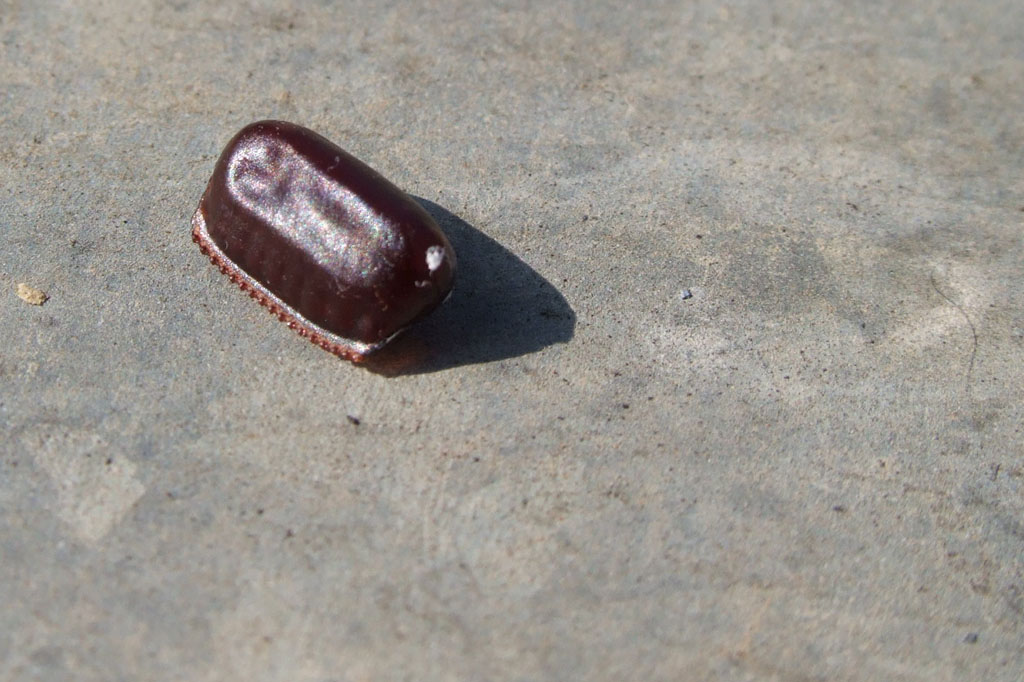
Äggkapsel
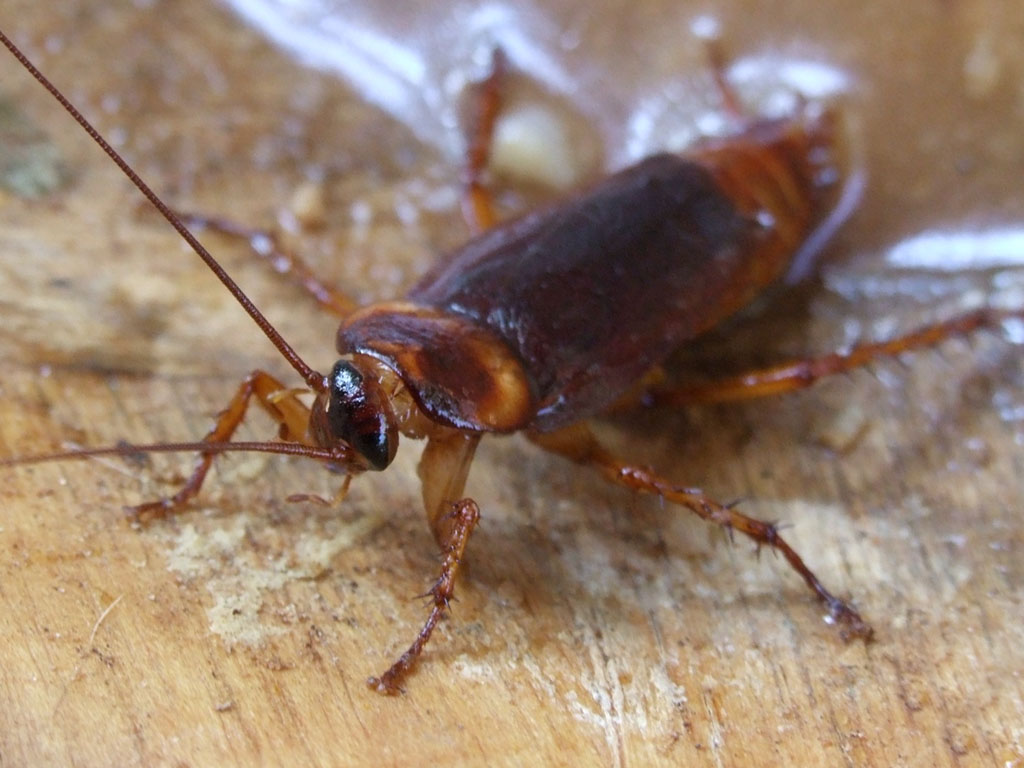
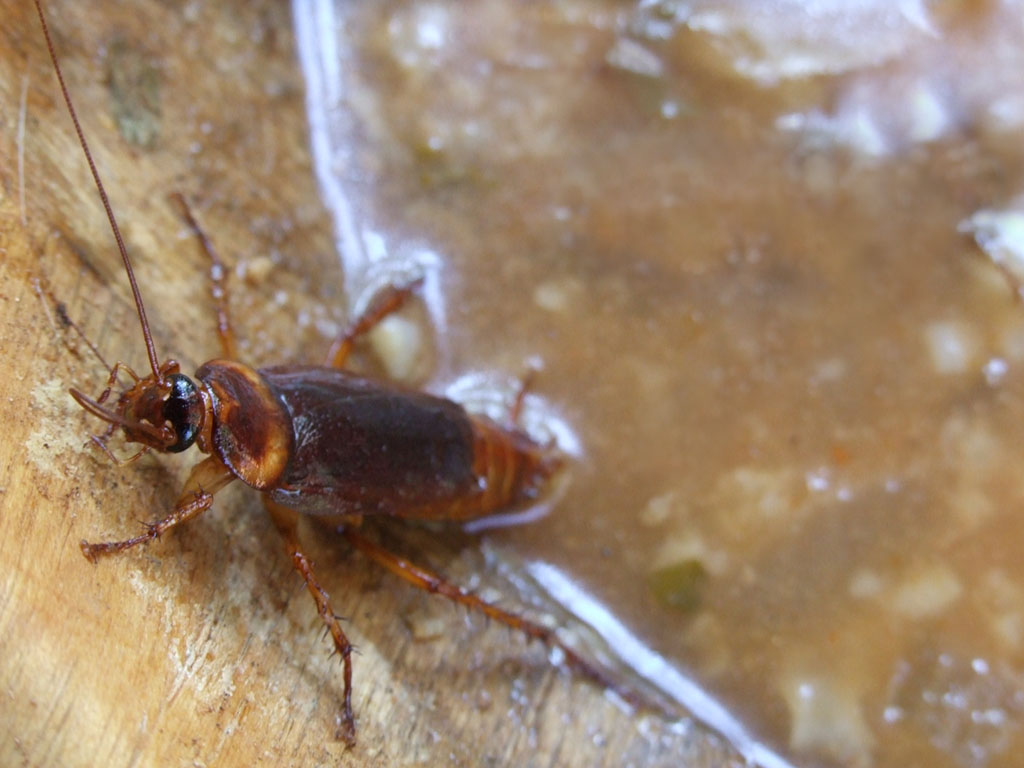
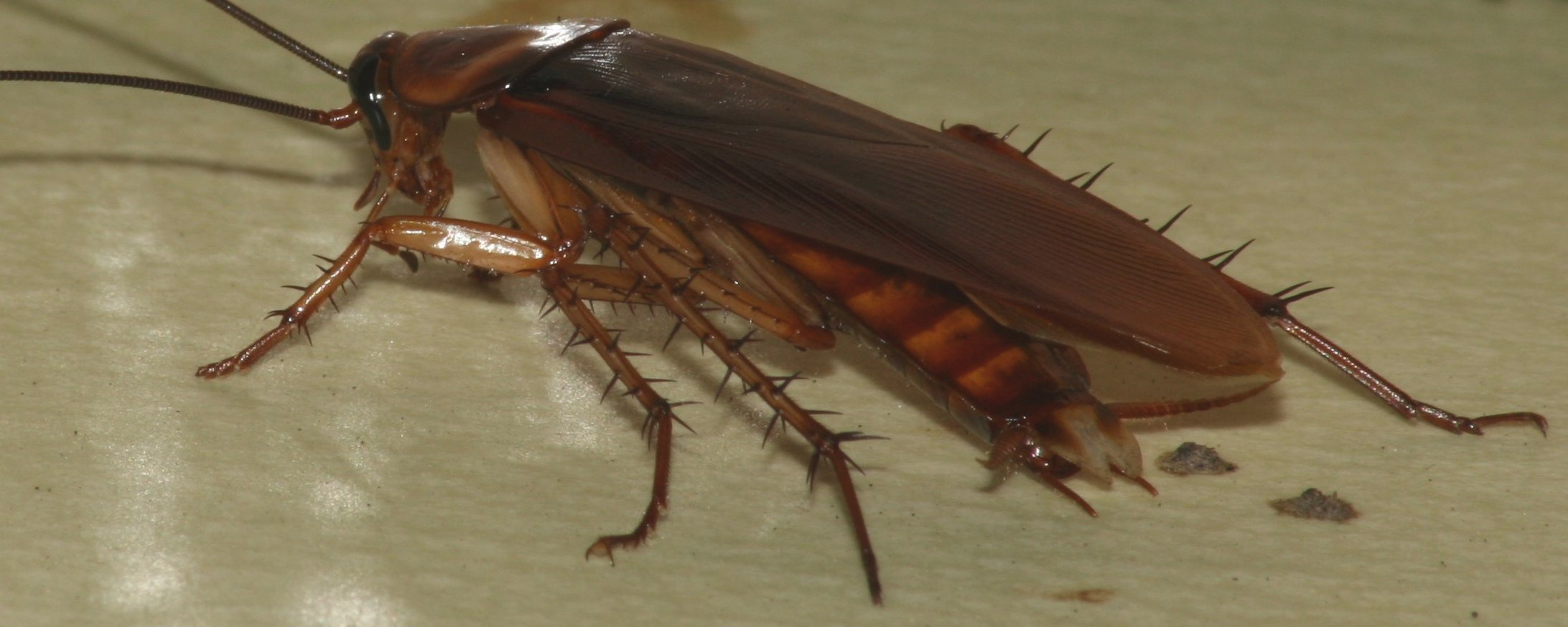